# Double-J
Double-J (яп. だぶるじぇい, Дабуру Дзэй) «Двойной Джей» — японская манга, автором которой является Эйдзи Нонака, а иллюстратором Мару Асакура. Манга начала выпускаться в июле 2009 года издательством «Коданся» в журнале Weekly Shōnen Magazine. Всего выпущено 5 томов. Позже студией DLE на основе манги был снят аниме-сериал, который транслировался по телеканалу Nippon Television с 29 июня по 14 сентября. Всего выпущено 11 серий аниме, каждая серия длится по 4 минуты.

## Сюжет
Согласно правилам японской школы, каждый ученик обязан входить хотя бы в один клуб. Так Хадзимэ и её подружка Саё входят в необычный клуб, аналога которого они ещё не видели: «Клуб по сохранению культурных ремёсел», здесь занимаются всеми видами старояпонских ремёсел, таких, как изготовление ковриков или зубочисток. Главных героинь отныне ждут забавные истории.

## Список персонажей
- Хадзимэ Усами (яп. 宇佐美 はじめ Усами Хадзимэ)

Главная героиня и новый член «клуба по сохранению культурной деятельности клубов».
Сэйю: Аюру Охаси
- Саё Арима (яп. 有馬 小夜 Арима Саё)

Лучшая подружка Хадзимэ, тем не менее она ещё не вступила в клуб.
Сэйю: Эмири Като
- Ая Тёсокабэ (яп. 長宗我部 彩 Тё:сокабэ Ая)

Вице-президент клуба. Пишет тексты для омикудзи.
Сэйю: Тиаки Омигава
- Мария Сасса (яп. 佐々 マリア Сасса Мариа)

Самый старший член клуба. Упоминается как «Цумаёдзи-сан», вырезает зубочистки.
Сэйю: Канами Сато
- Эмма Ходзё (яп. 北条 絵馬 Хо:дзё: Эма)

Одна из старших в клубе и преемница ремесленника по водосточным желобам.
Сэйю: Аяна Такэтацу
- Итиро Тоба (яп. 鳥羽 一郎 Тоба Итиро:)

Президент клуба. Является прямым потомком Тобы Содзё. Сам занимается созданием картинок тёдзюгиги.
Сэйю: Нобуюки Хияма
- Сидзума Санада (яп. 真田 静馬 Санада Сидзума)

Является тренером синички.
Сэйю: Рё Хирохаси
- Франсуа Сакаи (яп. フランソワーズ 坂井 Фурансова:дзу Сакаи)

Президент ученического клуба мандзай.
Сэйю: Ю Кобаяси
- Ютака Тоба (яп. 鳥羽 ゆたか Тоба Ютака)

Младшая сестра Итиро.
Сэйю: Каори Исихара